# Midnight in a Toyshop
Midnight in a Toyshop, även känd som Midnite in a Toyshop är en amerikansk animerad kortfilm från 1930. Filmen ingår i Silly Symphonies-serien.

## Handling
En natt tar sig en spindel in i en gammal leksaksaffär, och upptäcker snart att alla leksaker kommer till liv.

## Om filmen
I filmen förekommer ett par mörkhyade dockor, som i några amerikanska tv-visningar klippts bort helt och hållet.